# KDE Partition Manager
KDE Partition Manager es un editor de particiones. Aunque usa componentes fundamentales del entorno de escritorio KDE, es publicado independientemente del ciclo central de KDE. Utiliza la biblioteca GNU Parted.
Es usado para crear, borrar, comprobar, redimensionar y copiar particiones y los sistemas de archivos en ellas. Esto es útil para crear, en un disco, espacio para nuevos sistemas operativos, reorganizar el uso de disco, copiar datos que estaban en un disco duro y hacer una "copia espejo" de una partición en otra. Adicionalmente, KDE Partition Manager puede hacer copias de seguridad de sistemas de archivos y restaurar dichas copias.
KDE Partition Manager es un programa que puede instalarse y ser ejecutado desde el menú de inicio de un sistema operativo. También es un KPart que se integra con los instaladores del sistema operativo y también es un módulo KControl disponible en las preferencias del sistema de KDE.
Como suele ser usual en los programas KDE, KDE Partition Manager está escrito en el lenguaje de programación C++ y usa las bibliotecas Qt. Publicado bajo la licencia GNU General Public License, KDE Partition Manager es software libre.
El proyecto KDE Partition Manager ha creado un sistema que incluye a KDE Partition Manager y que puede ser grabado en un Live CD, un Live USB, etc. Con ello se puede arrancar el ordenador y hacer los cambios necesarios en las particiones.